# Helmer Mörner (militär)
Carl Helmer Hampus Mörner af Morlanda, född 24 december 1816 i Österåkers församling, Stockholms län, död 5 maj 1904 i Adolf Fredriks församling, Stockholms stad, var en svensk friherre och militär.

## Biografi
Helmer Mörner af Morlanda föddes 1816 i Österåkers församling. Han var son till Hampus Vilhelm Mörner af Morlanda och Lucie Liljenstolpe. Mörner blev fanjunkare vid Västerbottens fältjägarregemente 10 augusti 1833, avlade officersexamen i Stockholm 18 juni 1835 och blev underlöjtnant vid Västerbottens fältjägarregemente 19 december samma år. Han blev löjtnant 10 oktober 1840, kapten 11 december 1852, major vid Norrbottens fältjägarkår 12 maj 1857. Han utnämndes 5 maj 1860 till riddare av Svärdsorden och var överstelöjtnant och chef för Jämtlands fältjägarkår från 6 maj 1862 till 8 januari 1875. Mörner var 1870–1871 landstingsman för Sunne härad i Jämtlands län. Han avled 1904 i Adolf Fredriks församling, Stockholm.

### Familj
Mörner gifte sig 17 september 1850 på Degerfors bruk i Luleå landsförsamling med Christina Erika Degerman (1829–1806), dotter till bruksägaren Erik Degerman och Fredrika Dorotea Lindgren. De fick tillsammans barnen Sigrid Margareta Mörner (1851–1879) som var gift med kaptenen Gustaf Adolf Bremberg vid Jämtlands fältjägarregemente, maskindirektören Hampus Erik Mörner (född 1853), Lucie Fredrika Mörner (1854–1920), Carl Otto Mörner (1855–1859) och sjökaptenen Knut Vilhelm Mörner (född 1858).